# Segunda División Peruana 1997
La Segunda División Peruana 1997 fue la 45°  edición de este torneo de ascenso. Para ese año el número de participantes fue ampliado a 14 equipos. A los 9 elencos que conservaron la categoría en la Temporada anterior se unieron: San Agustín, Ciclista Lima, Guardia Republicana -descensoristas del Campeonato Descentralizado 1996. Además, el Deportivo AELU (campeonó, la Liga Distrital de Pueblo Libre, las Interligas de Lima y la Región Promocional de Fútbol Lima y Callao. Mientras el Unión Supe, que logró el ascenso a través de la Liga Departamental de Lima de 1996.
Al culminar la 26ª fecha, Lawn Tennis se consagró campeón del certamen y obtuvo el derecho a participar en el Campeonato Descentralizado 1998. Por otro lado 4 equipos retornaron a sus ligas de origen: San Agustín, Ciclista Lima, Unión Supe y Defensor Lima.

## Resultados
| Puesto | Equipo               | J  | G  | E | P  | GF | GC | DG  | PTS. |
| ------ | -------------------- | -- | -- | - | -- | -- | -- | --- | ---- |
| 1      | Lawn Tennis          | 26 | 19 | 5 | 2  | 52 | 21 | 31  | 62   |
| 2      | Bella Esperanza      | 26 | 19 | 4 | 3  | 55 | 17 | 38  | 61   |
| 3      | Deportivo Yurimaguas | 26 | 15 | 6 | 5  | 45 | 21 | 24  | 51   |
| 4      | Sport Agustino       | 26 | 16 | 2 | 8  | 55 | 30 | 25  | 50   |
| 5      | Guardia Republicana  | 26 | 11 | 7 | 8  | 35 | 28 | 7   | 40   |
| 6      | Unión Huaral         | 26 | 12 | 4 | 10 | 40 | 35 | 5   | 40   |
| 7      | Deportivo Zúñiga     | 26 | 10 | 8 | 8  | 42 | 32 | 10  | 38   |
| 8      | América Cochahuayco  | 26 | 10 | 7 | 9  | 30 | 27 | 3   | 37   |
| 9      | Deportivo AELU       | 26 | 11 | 3 | 12 | 55 | 45 | 10  | 36   |
| 10     | Meteor Sport Club    | 26 | 8  | 7 | 11 | 26 | 34 | -8  | 31   |
| 11     | San Agustín          | 26 | 6  | 4 | 16 | 28 | 58 | -30 | 22   |
| 12     | Unión Supe           | 26 | 4  | 5 | 17 | 27 | 57 | -30 | 17   |
| 13     | Defensor Lima        | 26 | 3  | 4 | 19 | 17 | 58 | -31 | 13   |
| 14     | Ciclista Lima        | 26 | 2  | 6 | 18 | 29 | 73 | -44 | 12   |

|  | Campeonato Descentralizado 1998 |
|  | Descendidos                     |

## Nota
En el año 1997, la Región Promocional de Fútbol Lima y Callao desaparece. Por lo tanto, los equipos que mantuvieron la categoría en la región promocional y los descendidos de la Segunda Profesional de 1996, regresan a sus respectivas ligas de origen.